# مقاطعة غارلاند (أركنساس)
مقاطعة غارلاند (بالإنجليزية: Garland County)‏ هي إحدى مقاطعات ولاية أركنساس في الولايات المتحدة الأمريكية.

## أعلام
- نيد ويليامسون